# Koláre
Koláre, ungarisch Kóvár (1927–1978 slowakisch „Koláry“, ungarisch zeitweise auch Kővár) ist eine Gemeinde im Süden der Slowakei mit 240 Einwohnern (Stand 31. Dezember 2024). Sie gehört zum Okres Veľký Krtíš, einem Kreis des Banskobystrický kraj.

## Geographie
Die Gemeinde befindet sich im Talkessel Ipeľská kotlina, einem Teil der größeren Einheit Juhoslovenská kotlina, am rechten Ufer des Ipeľ, der hier die Staatsgrenze zu Ungarn bildet. Das Ortszentrum liegt auf einer Höhe von 145 m n.m. und ist 22 Kilometer von Veľký Krtíš entfernt.
Nachbargemeinden sind Malá Čalomija im Westen und Norden, Chrastince und Slovenské Ďarmoty im Nordosten, Balassagyarmat (H) im Osten und Südosten und Ipolyszög (H) im Süden.

## Geschichte

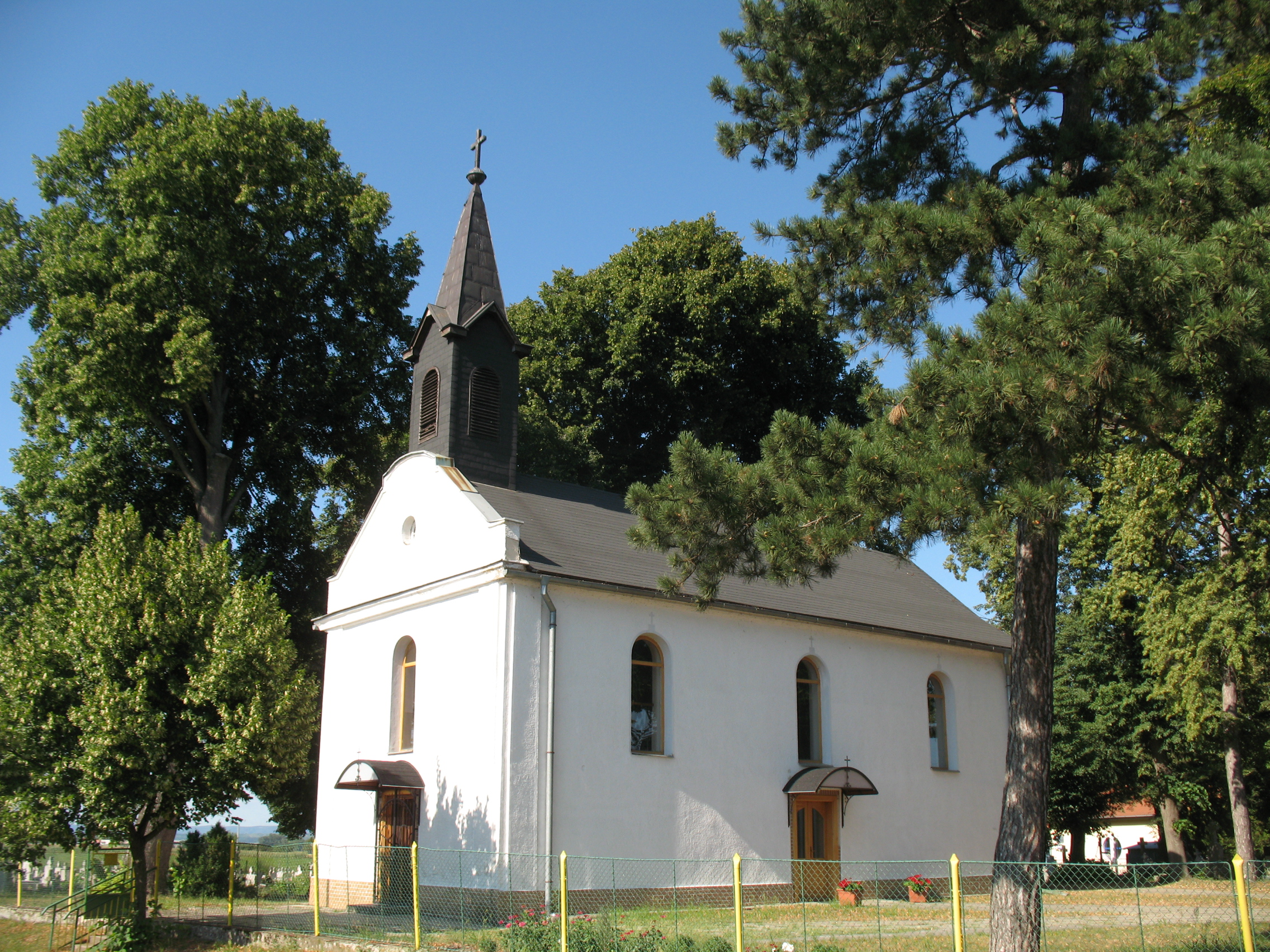
Kirche in Koláre

Koláre wurde zum ersten Mal 1257 als Koar schriftlich erwähnt und war damals Besitz des Geschlechts Hont-Pázmány. 1303 wurde das Dorf Gut von Nikolaus, dem Gründer der Familie Kóváry, die die örtlichen Güter bis zum 18. Jahrhundert besaß, danach gehörten bis 1905 einige Ortsgüter der Familie Festetics. 1715 gab es sieben Haushalte, 1828 zählte man 75 Häuser und 450 Einwohner, die als Landwirte und Winzer beschäftigt waren.
Bis 1918/1919 gehörte der im Komitat Hont liegende Ort zum Königreich Ungarn und kam danach zur Tschechoslowakei beziehungsweise heute Slowakei. Nach der Entstehung der ersten tschechoslowakischen Republik entstand eine Siedlung namens Újkóvár (wörtlich Neu-Kóvár) am linken, also ungarischen Ufer des Ipeľ, die zur Stadt Balassagyarmat gehört. Auf Grund des Ersten Wiener Schiedsspruchs lag er von 1938 bis 1944 noch einmal in Ungarn.

## Bevölkerung
| Jahr                | 1994 | 2004    | 2014     | 2024    |
| ------------------- | ---- | ------- | -------- | ------- |
| Anzahl der Personen | 325  | 307     | 262      | 240     |
| Unterschied         |      | −5,53 % | −14,65 % | −8,39 % |

| Jahr                | 2023 | 2024    |
| ------------------- | ---- | ------- |
| Anzahl der Personen | 241  | 240     |
| Unterschied         |      | −0,41 % |

Gemäß der Volkszählung 2011 wohnten in Koláre 272 Einwohner, davon 190 Magyaren, 72 Slowaken und zwei Tschechen. 10 Einwohner machten keine Angabe zur Ethnie. 
258 Einwohner bekannten sich zur römisch-katholischen Kirche und drei Einwohner zur Evangelischen Kirche A. B. Ein Einwohner war konfessionslos und bei 10 Einwohnern wurde die Konfession nicht ermittelt.

## Bauwerke
- römisch-katholische Stephanskirche im neobarocken Stil aus dem Jahr 1899